# 세븐오크스구

세븐오크스구의 위치

세븐오크스구(영어: Sevenoaks District)는 잉글랜드 켄트주에 위치한 비도시 자치구로 중심 도시는 세븐오크스이며 인구는 117,811명(2014년 기준), 면적은 370.34km2이다.